# Bailleau-Armenonville

Bailleau-Armenonville este o comună în departamentul Eure-et-Loir, Franța. În 1 ianuarie 2022 avea o populație de 1.322 de locuitori.